# Amolops ottorum
Amolops ottorum — вид жаб родини жаб'ячих (Ranidae). Описаний у 2019 році.

## Етимологія
Назва виду ottorum присвячена пані Отті Ціглер і пану Отто Ціглеру, які сприяли співпраці між В'єтнамом і Німеччиною в герпетологічних дослідженнях.

## Поширення та екологія
Ендемік В'єтнаму. Відомий лише з типового місцезнаходження в районі Муонг Ла провінції Шонла на півночі країни. Голотип був зібраний о 19:05 на листках, приблизно 1,5 м над землею, а паратип був зібраний о 5:00 годині на скелі поблизу струмка. Середовищем існування є вторинний ліс із середніх і високих дерев листяних порід у суміші з чагарниками. Температура повітря 17–22°С, відносна вологість 80–85 %.